# Schirk
Schirk (arabisch شرك, DMG širk ‚Beigesellung‘) ist ein Begriff, der im Islam für Götzendienst, Polytheismus, Abgötterei, Idolatrie oder Ähnliches verwendet wird. Er kommt von der Wurzel š-r-k, die die Grundbedeutung „teilnehmen“, „Anteil haben“ trägt. Gegenbegriff ist Tauhīd (توحيد tauḥīd) – „Monotheismus“ – abgeleitet von der Wurzel w-ḥ-d (وحد): „einzig oder allein sein“.

## Schirk im Koran
Im Koran werden Schirk und die Muschrikun (d. h. die Beigeseller) in den sogenannten mekkanischen Versen und in den medinensischen Versen angesprochen. Die älteste Erwähnung in Sure 68,41 („Oder haben sie etwa Teilhaber? Sie sollen doch ihre Teilhaber herbeibringen, so sie die Wahrheit sagen.“) fällt in die letzte Zeit der frühmekkanischen Periode und daher in etwa mit der Ausbildung eines geregelten Gemeindelebens zusammen. Die traditionellen islamischen Autoritäten assoziieren die verbalen Auseinandersetzungen in den jeweiligen Suren mit dem Polytheismus und seinen Anhängern. In den späteren, medinensischen Versen vor allem auf Strafen der Heiden im Jenseits hingewiesen. Schirk ist die schlimmste Form von Unglaube, welche, sollte sie vor dem Tod nicht bereut werden, nicht vergeben wird. In Sure 4, Vers 48 (siehe auch Sure 4, Vers 116) wird dies deutlich zum Ausdruck gebracht:

„Gott vergibt nicht, daß man ihm (andere Götter) beigesellt. Was darunter liegt (d. h. die weniger schweren Sünden) vergibt er, wenn er (es vergeben) will. Wenn einer (dem einen) Gott (andere Götter) beigesellt, hat er (damit) eine gewaltige Sünde ausgeheckt.“

Der endgültige Bruch mit den Heiden erfolgt in Sure 9, Vers 28, denn sie begingen Beigesellung in der Heiligen Moschee (al-Masdschid al-Harām), indem sie dort andere Götter, Steine oder Glücksbringer anbeteten:

„Ihr Gläubigen! Die Heiden sind (ausgesprochen) unrein. Daher sollen sie der heiligen Kultstätte nach dem jetzigen Jahr nicht (mehr) nahekommen. Und wenn ihr (etwa) fürchtet (deswegen) zu verarmen (macht ihr euch unnötig Sorgen): Gott wird euch durch seine Huld (auf andere Weise) reich machen (und schadlos halten), wenn er will. Gott weiß Bescheid und ist weise.“

Im Allgemeinen verstand man nach islamischer Auffassung zur Zeit Mohammeds unter Schirk den vorislamischen Kult auf der Arabischen Halbinsel, der sich in der Anbetung von Steinen, Bäumen und anderen Natureinscheinungen manifestierte. Der islamischen Überlieferung nach sollen in der Kaaba in Mekka rund 360 Götterbilder (sanam / Plural asnām) um den Hauptgötzen Hubal aufgestellt gewesen sein, die in den Tagen der Eroberung Mekkas durch die Muslime vernichtet wurden. Über den Kult der vorislamischen Araber in und um Mekka informiert ein kleines Buch, das erst 1924 bekannt geworden ist, das sog. Götzenbuch des Ibn al-Kalbī.

## Schirk in der Rechtsliteratur
In der islamischen Rechtsliteratur tritt an die Stelle von Muschrik – „Polytheist“, „Heide“ – der umfassende Begriff Kāfir – „Ungläubige“. In der islamischen Theologie wird die christliche Trinitätslehre als Schirk abgelehnt und die Christen aus diesem Grunde nicht selten als muschrik bezeichnet. Dies bezieht sich auf Sure 5,72, die sagt, dass „ungläubig ist“ (kafara), wer sagt, dass „Gott Christus, der Sohn der Maria“ ist, und dann gewarnt wird, dass nicht ins Paradies kommt, „wer Gott [andere] beigesellt“ (man yušriku bi-llāh). Auch der folgende Vers 5,73 wird traditionell so verstanden, dass an die christliche Trinität zu glauben als Unglaube bezeichnet wird (so z. B. at-Tabari und al-Mahalli und as-Suyuti in ihren Korankommentaren).

## Weitere Interpretationen
Der Islam duldet generell keinen Polytheismus, etwa die Anbetung eines anderen Gottes oder ein Bittgebet (duʿāʾ) an diesen. Obwohl es im orthodoxen Islam verboten ist, Engel, Dschinn oder einen Lokalheiligen um Hilfe zu bitten, wird dies von Seiten der Sufis (islamische Mystiker) unter Umständen anders gesehen. Auch im Volksislam existieren verschiedene Formen der Heiligenverehrung.
Die Wahhabiten vertreten seit dem 18. Jahrhundert eine extensive Interpretation des Begriffs Schirk und lehnten insbesondere die lokale Heiligenverehrung ab. Muhammad ibn Abd al-Wahhab sah durch die Heiligenverehrung die Prophetensunna und die ursprüngliche Reinheit des Islams verfälscht und verurteilte sie in all ihren Erscheinungsformen als Neuerungen. Ebenso werden alle Formen der Schia, Heiligenverehrung und Wallfahrten zu Gräbern, sowie im Volksislam angewandte Heilpraktiken bekämpft. Gruppen mit Ähnlichen oder identischen Ansichten sind beispielsweise die Deobandis, Ahl-i Hadîth, Kadizadeli oder die Muhammadiyah.
In der islamischen Ethik, bei al-Ghazālī, hat Schirk eine besondere Bedeutung – Egoismus, Hochmut und die heuchlerische Religionsausübung, um dadurch die Gunst und Bewunderung anderer Menschen zu gewinnen, ist Schirk.

Ein gänzlich andere Interpretation des Wortes Schirk und seiner Abwandlungen wird hingegen durch diverse Primärquellen suggeriert. So bezieht Johannes von Damaskus wenige Jahrhunderte nach der mutmaßlichen Entstehung des Koran in einer apologetischen Schrift den Vorwurf der Beigesellung eindeutig auf trinitarische Christen:
"Moreover, they call us Hetaeriasts, or Associators, because, they say, we introduce an associate with God by declaring Christ to the Son of God and God."
"Außerdem nennen sie uns Hetaeriasten oder Beigeseller, weil wir, wie sie sagen, einen Assoziierten mit Gott einführen, indem wir Christus zum Sohn Gottes und zu Gott erklären."

- The Fathers of the Church, St. John of Damascus, Writings, S. 155